# بوبي دوبز
بوبي دوبز (بالإنجليزية: Bobby Dobbs)‏ هو لاعب كرة قدم أمريكية وضابط أمريكي، ولد في 13 أكتوبر 1922 في منداي في الولايات المتحدة، وتوفي في 2 أبريل 1986 بسبب مرض آلزهايمر.